# Лусонский кровавогрудый куриный голубь
Лусо́нский кровавогру́дый кури́ный го́лубь (лат. Gallicolumba luzonica) — птица из рода куриных голубей. Эндемик острова Лусон (его центральная и южная части), подвиды также иногда встречаются на соседних островах Полилло и Катандуанес (Филиппины). Впервые описан естествоиспытателем Джованни Антонио Скополи в 1786 году.

## Описание
Из всех «кровавогрудых куриных голубей» лусонский имеет наиболее ярко выраженную «рану» на груди. Её центр составляют ярко-красные перья, которые по направлению вниз к животу приобретают всё более розоватый оттенок, что создаёт убедительное впечатление, что птица смертельно ранена в грудь и истекает кровью.
Верхняя часть птицы окрашена в шиферно-серый цвет, но в связи с иризацией этот цвет, в зависимости от освещения, может казаться фиолетовым, «королевско-синим» или «бутылочно-зелёным». Живот и нижняя часть крыльев имеют цвет буйволовой кожи или каштановый.
Как и у большинства голубей, половой диморфизм выражен слабо: самцы немного крупнее самок и их «кровавое пятно» выражено поярче. Тело округлое, хвост короткий, лапы длинные. Длина 30 сантиметров, вес 184 грамма.
Птица обитает на высотах от 0 до 1400 метров над уровнем моря. Питается семенами, ягодами, насекомыми и личинками. Ведут скрытный и тихий образ жизни, землю покидают редко, в основном только в период гнездования: гнездо строят на ветвях деревьев, но невысоко. Эти голуби образуют крепкие семейные пары, как правило, на всю жизнь. В неволе сезон размножения длится с апреля по ноябрь и за это время происходит три—четыре кладки; в кладке по два яйца, насиживание продолжается 15—17 дней. Птенцы покидают гнездо на десятый—четырнадцатый день, но родители продолжают кормить их до месяца. В возрасте два—три месяца молодняк должен покинуть родное гнездо, иначе родители начинают проявлять к ним агрессию и могут даже убить. В 18 месяцев у птицы происходит вторая линька и она становится половозрелой.
Лусонский кровавогрудый куриный голубь живёт долго: около 15 лет в дикой природе и более 20 лет в неволе.
Согласно определению Международного союза охраны природы лусонский кровавогрудый куриный голубь относится к категории «близкий к уязвимому положению». Это связано с хозяйственной деятельностью человека, а также тем, что этого голубя местные жители часто отлавливают в качестве пищи или домашнего питомца в связи с его характерным интересным окрасом.